# 대한한약사회
대한한약사회(大韓韓藥師會)는 사회복지와 국민보건의 증진을 위하여 한약학에 관한 연구·개발·과학화를 도모하며 한약사의 권익신장과 한약사제도의 연구·개선·발전을 목적으로 설립된 사단법인이다. 서울특별시 양천구 목동동로 233-1 현대드림타워에 위치하고 있다.

## 설립 근거
- 약사법 제12조[1]

## 주요 사업
1. 사회복지의 증진과 국민보건의 지도·계몽에 관한 사항
2. 한약사윤리의 확립과 한약사 권익신장에 관한 사항
3. 한약학발전과 한약학 교육 개선에 관한 사항
4. 한약사연수교육 기타 보건복지부장관이 위임 및 협조 요청한 사항
5. 한약사제도 및 한방의료보험제도 연구에 관한 사항
6. 한약재의 품질향상 및 생산성향상에 관한 사항
7. 한약재의 유통체계 개선에 관한 사항
8. 한약의 거래질서에 관한 사항
9. 한약의 과학화에 관한 사항
10. 기관지(신문)회지 및 관계도서의 발간에 관한 사항
11. 한약학의 국제적 교류에 관한 사항
12. 회원의 취업알선·소개 등 회원복지에 관한 사항
13. 기타 필요한 사항

## 연혁
- 2000년 6월: 대한한약사회 창립발기인 대회
- 2000년 10월 5일: 사)대한한약사회 법인설립인가
- 2005년 6월: 약사법개정으로 한약사회 법정단체화
- 2007년 7월: 대한한약학회 창립

## 조직

### 대한한약사회장
- 부회장
- 이사
- 감사
- 대의원